# Rodriguezia venusta
Rodriguezia venusta é uma espécie de orquídea de pequeno porte pertencente ao gênero botânico Rodriguezia, nativa da América do Sul, abrangendo territórios do Brasil, Guiana, Suriname, Venezuela e Equador.
Devido formação de diversas hastes com florescências brancas pendentes ao longo de sua fase de floração, popularmente recebe a denominação de véu-de-noiva, em função da similaridade com os ornamentos usados pelas mulheres durante a realização de casamentos.

## Descrição

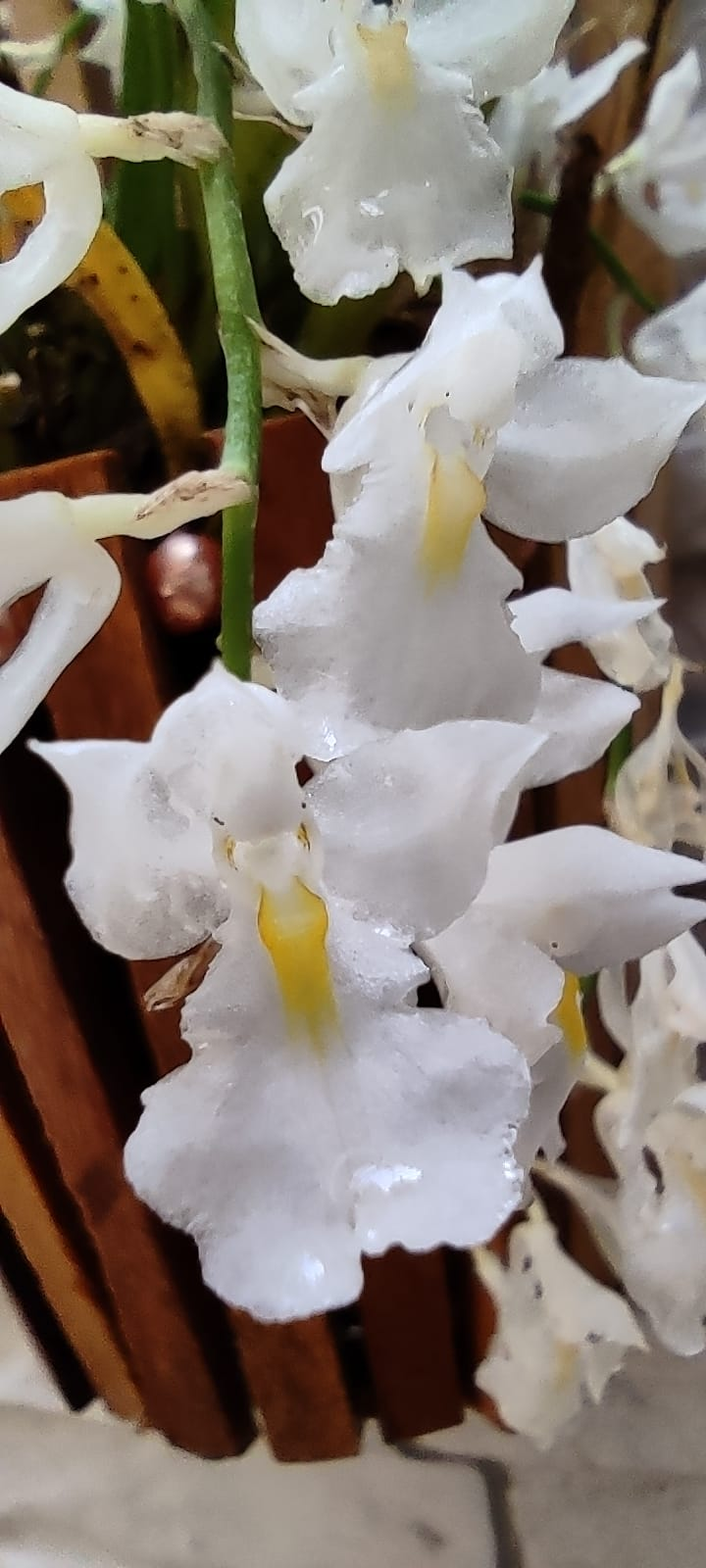
Flores da orquídea Véu de Noiva.

A orquídea véu-de-noiva consiste em uma espécie epífita,  com crescimento simpodial e floração exuberante na forma de hastes pendentes repleta de pequenas flores brancas com centro variando entre tonalidades bege ou amareladas.  Seu porte é pequeno, não atingindo mais que 20 centímetros de altura, não obstante, se agrupa em densas touceiras, crescendo horizontalmente. Suas raízes são aéreas, de forma que essa orquídea prefere substratos pedregosos, abertos e arejados devendo-se evitar o plantio em em vasos confinados ou jardineiras.
No Brasil, floresce no verão, normalmente entre os meses de janeiro e fevereiro, apresentando numerosas flores pequenas, brancas, com labelo franjeado. As flores não são muito perfumadas e perduram por aproximadamente duas semanas. Seu fruto ocorre em forma de cápsulas contendo milhares de sementes diminutas.